# Chiclayo
Chiclayo ist eine Stadt im Nordwesten von Peru und Hauptstadt der Region Lambayeque in Südamerika. Die Stadt liegt im gleichnamigen Distrikt der Provinz Chiclayo. Die Einwohnerzahl beim Zensus 2017 betrug 270.208, 10 Jahre zuvor lag diese bei 260.794. Im Ballungsraum von Chiclayo betrug die Einwohnerzahl 2017 552.508.
Chiclayo ist zirka 20 km von der Pazifikküste an der Panamericana gelegen und besitzt einen Flughafen, der nach dem peruanischen Piloten und Kriegshelden Capitán José Abelardo Quiñones benannt ist. Die Stadt ist seit 1956 Sitz des Bistums Chiclayo.

## Geschichte
Die Stadt wurde 1560 gegründet und am 18. April 1835 durch General Felipe Santiago de Salaverry zur Hauptstadt des Departamento Region Lambayeque bestimmt. Die Stadt trägt den Beinamen „Hauptstadt der Freundschaft“ („Capital de la amistad“).
Chiclayo stand lange im Schatten der ehemaligen Provinzhauptstadt Lambayeque, bevor es im 19. Jh. einen wirtschaftlichen Aufschwung erlebte. Einen  Bahnanschluss erhielt die Stadt 1871 durch die normalspurige Bahnstrecke Eten–Ferreñafe. Seit 1874 bestand von hier eine Zweigstrecke nach Pátapo. Dieses kleine Netz wurde in den 1970er Jahren abschnittsweise aufgegeben. Im letzten Viertel des 19. Jahrhunderts erhielt die Stadt einen weiteren, aber schmalspurigen Eisenbahnanschluss an den Pazifik-Hafen Pimentel. Diese Strecke wurde 1916 durch die ebenfalls schmalspurige Bahnstrecke Pimentel–Pucalá über Chiclayo ersetzt, die bis 1982 betrieben wurde.
Im November 2007 entdecken Archäologen bei Chiclayo circa 4000 Jahre alte Wandmalereien. Es handelt sich um die ältesten Malereien, die in Amerika bislang entdeckt wurden.

## Wirtschaft
Die Stadt liegt inmitten eines intensiv landwirtschaftlich genutzten Gebietes (bewässert vom Tinajones-Stausee). Chiclayo ist der nördliche Schwerpunkt der Zuckerrohr-Verarbeitung und ein Stützpunkt der Milchwirtschaft. Hier wird die Milch verarbeitet, die im kühlen Klima des in den Anden gelegenen Cajamarca-Tals produziert wird. Weitere Anbauprodukte der Umgebung Chiclayos sind Baumwolle und Reis.

## Sehenswertes nahe der Stadt
In der Umgebung von Chiclayo befinden sich zahlreiche Pyramiden der Mochica-Kultur. Neben zwei Pyramiden im Ort Sipán 30 km östlich von Chiclayo (Huaca Rajada) wurden bedeutende Königsgräber der Mochica-Kultur angelegt. Seit 1987 wurden dort 16 Gräber mit wertvollen Beigaben ausgegraben, die u. a. aus Gold, Silber, Muscheln, Lapislazuli und Ton hergestellt wurden. Die neuesten Grabfunde sind vor Ort in Sipán im Museo del Sitio ausgestellt, die spektakulären ersten Funde, u. a. der Herr von Sipán, sind im Museo Tumbas Reales del Señor de Sipán ausgestellt, das sich in Chiclayos nördlichem Nachbarort Lambayeque befindet.
In Lambayeque ist auch das Museum Brüning, das eine Sammlung altperuanischer Funde zeigt, die hauptsächlich aus den Pyramiden von Túcume stammen.

## Bekannte Personen

### Söhne und Töchter der Stadt
- Esteban Canal (1896–1981), Schachspieler, berühmt durch die Peruanische Unsterbliche
- Luis Castañeda Lossio (1945–2022), Bürgermeister von Lima
- German Meneses Vogl (* 1945), deutscher Soziologe und Politiker
- Marco Antonio Cortez Lara (* 1957), Bischof von Tacna y Moquegua
- Héctor Eduardo Vera Colona (* 1962), Bischof von Ica
- Christoph-Mathias Mueller (* 1967), Schweizer Komponist und Dirigent
- Roberto Merino Ramírez (* 1982), Fußballspieler
- Edgard Iván Rimaycuna Inga (* 1989), Geistlicher
- Yordy Reyna (* 1993), Fußballspieler

### Mit der Stadt verbunden
- Leo XIV. (* 1955), Papst, war 2015–2023 Bischof von Chiclayo

## Galerie

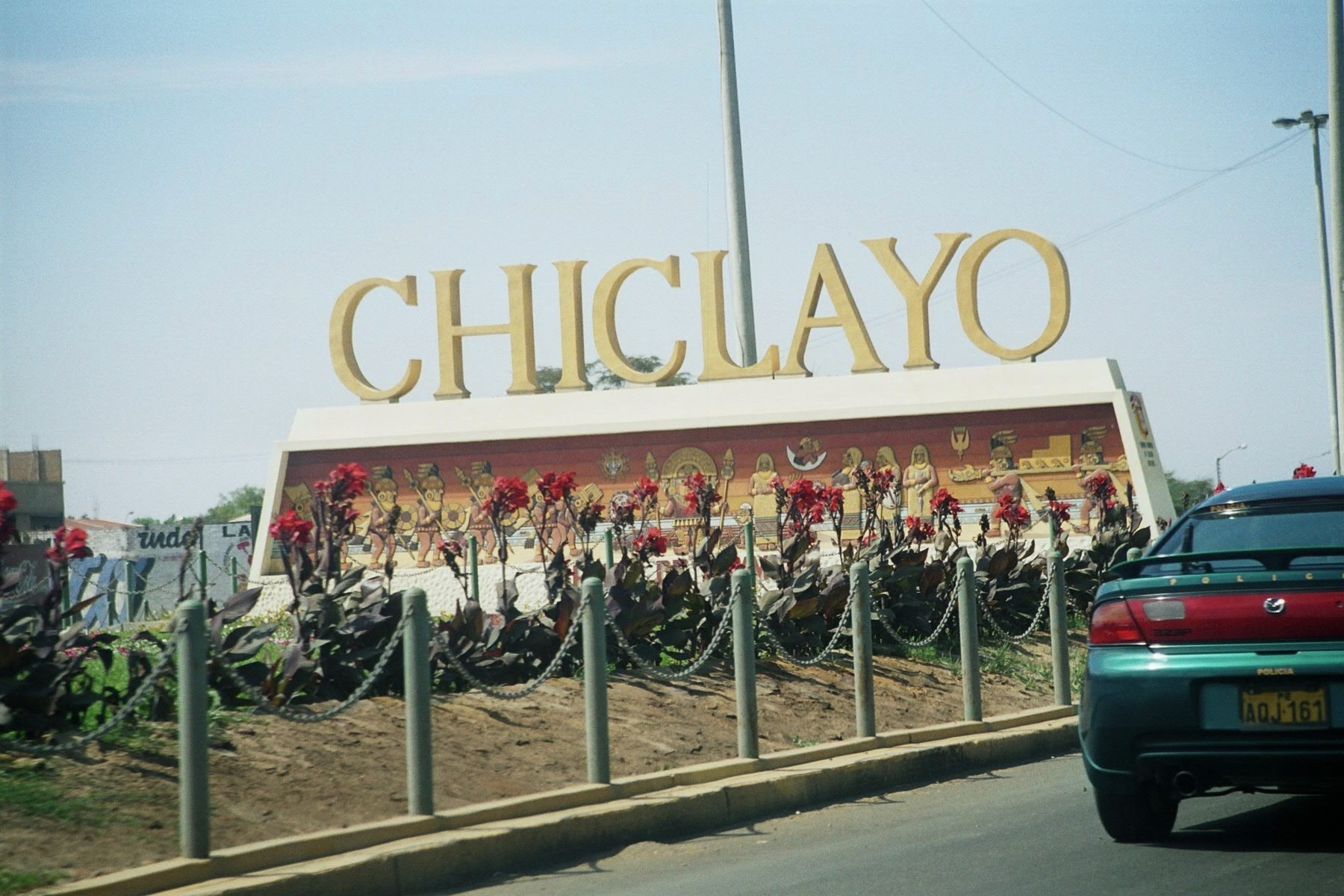
Ortseingang von Chiclayo
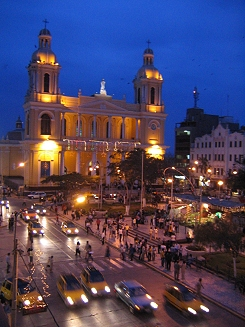
Chiclayo - Plaza de Armas
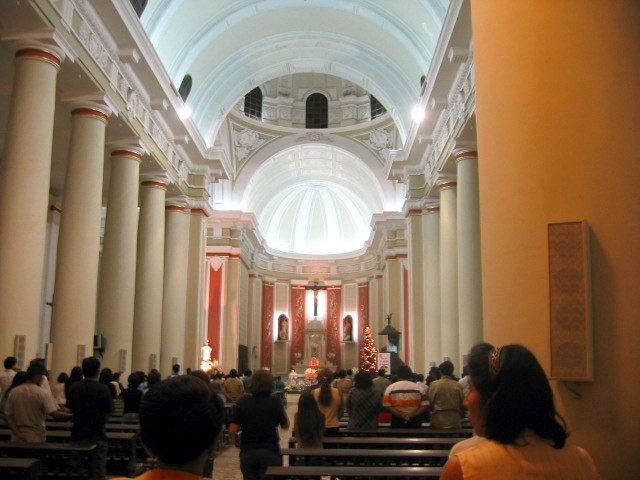
Kathedrale von Chiclayo

## Klimatabelle
|                       | Jan | Feb | Mär | Apr | Mai | Jun | Jul | Aug | Sep | Okt | Nov | Dez |   |      |
| Mittl. Tagesmax. (°C) | 28  | 30  | 30  | 28  | 27  | 25  | 24  | 23  | 24  | 24  | 25  | 27  | ⌀ | 26,2 |
| Mittl. Tagesmin. (°C) | 19  | 20  | 20  | 19  | 17  | 16  | 15  | 15  | 15  | 15  | 16  | 17  | ⌀ | 17   |
|                       |     |     |     |     |     |     |     |     |     |     |     |     |   |      |
| Niederschlag (mm)     | 6   | 5   | 18  | 8   | 5   | 1   | 0   | 0   | 1   | 3   | 3   | 5   | Σ | 55   |
|                       |     |     |     |     |     |     |     |     |     |     |     |     |   |      |
| Regentage (d)         | 1   | 1   | 4   | 2   | 0   | 0   | 0   | 0   | 0   | 0   | 0   | 0   | Σ | 8    |
|                       |     |     |     |     |     |     |     |     |     |     |     |     |   |      |
| Luftfeuchtigkeit (%)  | 73  | 74  | 74  | 75  | 76  | 80  | 79  | 77  | 80  | 80  | 79  | 76  | ⌀ | 76,9 |

| 19 |

| 20 |

| 20 |

| 19 |

| 17 |

| 16 |

| 15 |

| 15 |

| 15 |

| 15 |

| 16 |

| 17 |

| 19 |

| 20 |

| 20 |

| 19 |

| 17 |

| 16 |

| 15 |

| 15 |

| 15 |

| 15 |

| 16 |

| 17 |